# 王敏
王 敏（オウ　ビン又はワン ミン、1954年 - ）は、中国出身の作家、研究者。法政大学名誉教授、拓殖大学国際日本文化研究所客員教授、桜美林大学大学院 国際学術研究科 特任教授。研究領域：比較文化研究、国際日本学研究、宮沢賢治研究、日中交流史研究（治水神・禹王研究　周恩来及び中国の日本留学研究）、漢字文明と伝統文化の現代的価値の研究、グローバルコミュニケーション研究。

## 略歴
1954年中国河北省承徳市生まれ。1977年、大連外国語大学日本語学部卒業。四川外国語大学大学院（日本文学）修了、同学院専任講師。文化大革命後初の論文審査による日本の国費留学生として1982年1月、宮城教育大学に留学。2001年、お茶の水女子大学で人文科学博士号（比較文化）学位を取得（博士論文：「宮沢賢治と中国」）。東京成徳大学教授を経て、法政大学教授を2020年4月に退職し、法政大学名誉教授の称号を受ける。2022年在大阪中華人民共和国総領事館広報アドバイザー。
現在、法政大学名誉教授、拓殖大学国際日本文化研究所 客員教授、桜美林大学大学院 国際学術研究科 特任教授、青山学院大学と清泉女子大学の非常勤講師、一般社団法人周恩来平和研究所所長。日中関係史学会の評議委員、治水神・禹王研究会顧問、かめのり財団理事、日本アジア共同体文化協力機構参与、奈良県文化振興戦略懇話会委員。
中国では国際儒学聯合会副理事長、北京大鸞翔宇慈善基金会顧問、中国社会科学院所属の世界史研究所・日本研究所、北京青年政治学院東方道徳研究所、上海交通大学、同済大学、天津大学、曁南大学、河南大学、雲南大学、浙江海洋大学、南陽師範学院、海南島財経学院、大連民族大学、四川外国語大学等の客員教授。韓国では韓中日比較文化研究所客員研究員。香港では世界華文旅行文学協会副理事長を兼任。

### 政府系委員職歴含む・歴任
文化外交を推進する総理懇談会委員（小泉純一郎）、国際文化交流推進会議有識者会合（内閣）、国土交通省国際観光推進委員会、日本と東アジアの未来を考える委員会（奈良県）、文化芸術立国懇談委員会（文化庁）、国際交流基金、上海万博日本館審査委員会ほか有識者委員会の委員や日本ペンクラブ国際委員、朝日新聞アジアフェロー世話人、東アジア文化交渉学会会長、政策研究大学院大学、早稲田大学、関西大学、昭和女子大学の客員教授。

## 受賞
1990年に中国の翻訳賞、92年には山崎賞、97年に岩手日報文学賞賢治賞を受賞。2009年に文化長官表彰（表彰理由　永年にわたり、日中間の文化交流に関わる分野のエキスパートとして活躍するとともに、宮沢賢治の本を中国語に翻訳するなど、我が国の文化発信に貢献している）。2015年に国際文化交流最高貢献賞、2016年に日本社会文化貢献賞受賞、2023年に外務大臣表彰受賞。

## 著書

### 主著
- 『周恩来的留日生活』（三和書籍　2023年）
- 『福田康夫文集　世界の平和を求めて』（編纂　三和書籍　2022年）
- 『日本皇室物語』（三和書籍　2022年）
- 『周恩来と日本　日本留学の平和遺産』（三和書籍　2022年）
- 『穿超日本的「大同」』（日本を翔けた星々）（アジア太平洋観光社　2021年）
- 『嵐山の周恩来』（三和書籍　2019年）
- 『嵐山的周恩来』（中国語版　三和書籍　2019年）
- 『禹王と日本人』（NHK出版）
- 『わたしの伯父さん周恩来』（監修　法政大学出版局）
- 『わたしの宮沢賢治―言葉の源泉』（ソレイユ出版）
- 『中国の公共外交』（監修・翻訳　三和書籍）
- 『中国人の「超」歴史発想』（中公文庫）
- 『干支のいわれ』（実業の日本社）
- 『鏡の国としての日本――互いの〈参照枠〉となる日中関係』（勉誠出版）
- 『日本と中国　相互誤解の構造』（中公新書）
- 『日中2000年の不理解――異なる文化「基層」を探る』（朝日新書）
- 『謝々! 宮沢賢治』（朝日文庫）
- 『宮沢賢治、中国に翔る想い』（岩波書店）
- 『宮沢賢治と中国』（国際言語文化振興財団）
- 『日中比較・生活文化考』（原人舎）
- 『中国人の愛国心――日本人とは違う五つの思考回路』（PHP新書）
- 『ほんとうは日本に憧れる中国人――「反日感情」の深層分析』（PHP新書）
- 『美しい日本の心』（三和書籍）
- 『中国歴代皇帝事典』（河出書房新社）
- 『中国歴代王朝秘史事典』（河出書房新社）
- 『芸術がいま地球にできること』（芸術新聞社）
- 『幽玄なる文化の魂』（振学出版）
- 『花が語る中国の心』（中公新書）
- 『孔雀の舞』（朝日ソノラマ）
- 『海辺の貝』（文芸社）
- 『バンナの恋』（日本僑報社）
- 『無言の愛』（日本僑報社）
- 『薛瑪姑娘』（日本僑報社）

### 共著
- 『永遠の隣国　私達の日中五十年』（共著　三和書籍　2023年）
- 『自分がされたくないことは人にもしない』（共著　2019年）
- 『日本発の「世界」思想』（藤原書店）
- 『＜意＞の文化と＜情＞の文化』（中公叢書）
- 『君子の交わり　小人の交わり』（中公新書）
- 『100人＠日中新世代』（中公新書ラクレ）
- 『中国古典ジョーク集』（実業之日本社）
- 『中国シンボル・イメージ図典』（東京堂出版）
- 『中国人の日本観』（三和書籍）
- 『日中文化の交差点』（三和書籍）
- 『東アジアの日本観』（三和書籍）
- 『転換期日中関係論の最前線』（三和書籍）
- 『東アジアの中の日本文化』(三和書籍)
- 『周恩来たちの日本留学』(三和書籍)
- 『日本留学と東アジア的「知」の大循環』(三和書籍)
- 『自分がされたくないことは人にもしない』(三和書籍)
- 『日中歴史の変わり目を展望する』（劲草書房）
- 『グルーバル化時代の日本人』（勉誠出版社）
- 『「アジア」を考える』（藤原書店）

### ノベライズ
- 『孫悟空の冒険』10巻（岩崎書店）
- 『三国志絵巻』12巻（岩崎書店）
- 『要約　紅楼夢』（講談社）
- 『モンゴルの白い馬』（小峰書店）
- 『長い髪のむすめ』（小峰書店）
- 『虎の子トラちゃん　学校へ行く』（金の星社）
- 『ぎんぎつねは　まほう使い』（金の星社）

### 中国での論著・共著・翻訳
- 『福田康夫看中国　東方知恵與世界平和』（翻訳　中国・外文出版社　2023年）
- 『YASUO　FUKUDA　ON　CHINA　EASTERN WISDOM AND WORLD 　PEACE』（編纂　中国・外文出版社　2023年）
- 『福田赳夫評伝　寻求战后日本的繁荣与安定』（監訳　中国社会科学出版社2023年）
- 『平成皇后　美智子』（監修と和歌の翻訳　中国・社会科学文献出版社　2022年）
- 『十国前政要論全球＜公共論理＞』（人民出版社）
- 『漢魂与和魂』(世界知識出版社)
- 『周恩来青少年論説集』（新世界出版社）
- 『周恩来与二十世紀的中国和世界』（中央文献出版社）
- 『周恩来与中国和世界的平和発展』（中央文献出版社）
- 『亜洲価値　東方智慧』（人民出版社）
- 『中日関係180年』（中国書局）
- 『中日神話伝説比較研究』（社会科学文献出版社）
- 『中国小説在日本的伝播与再創』（上海交通大学出版社）
- 『禹王与日本人』（雲南大学出版社）
- 『中国鑑湖　第六輯』（中国文史出版社）
- 『中国鑑湖　第七輯』（中国文史出版社）
- 『文化生態之旅』（明報月刊出版社）
- 『行走的愉悦』（明報月刊出版社）
- 『生活中的日本――解読中日文化之差異』（吉林大学出版社）
- 『宮沢賢治傑作選』（中国社会出版社）
- 『宮沢賢治童話選』（中国社会出版社）
- 『異文化理解』（中国青年出版社）
- 『多文化社会』（中国青年出版社）
- 『日本文化論的変容』（中国青年出版社）
- 『詩人黄瀛』（重慶出版社）
- 『宮沢賢治和中国』（重慶出版社）
- 『銀河鉄道之夜』（江蘇鳳凰出版社）
- 『銀河鉄道之夜』（陝西師範大学出版総社）
- 『宮沢賢治的鳥』（晨光出版社）
- 『留日散記』（重慶出版社）

## 出演

### テレビ出演
- NHK「視点論点」、「クローズアップ現代」、特番「宮沢賢治・平和の祈り」
- テレビ朝日「徹子の部屋」
- TBS特番「宮沢賢治・シルクロードの夢」
- BSNHKプレミアム「国交正常化50年　日中二千年戦火を越えて」
- DVD「日本を翔けた星々」（アジア太平洋観光社制作）
- など

### ラジオ出演
- 放送大学特別講座
- NHK「深夜便・心の時代」
- など